# Герб Алканени
Ге́рб Алкане́ни — офіційний символ містечка Алканена, Португалія. Використовується як територіальний герб. У срібному щиті дуб із зеленою кроною, чорним стовбуром і корневищем, та золотими плодами. Обабіч дуба дві чорні киянки із золотою обвідкою. Щит увінчує срібна мурована містечкова корона з чотирма вежами.  Під щитом біла стрічка, на якій великими літерами напис португальською: «vila de Alcanena» (містечко Алканена).  Офіційно затверджений 27 березня 1936 року.  

## Галерея

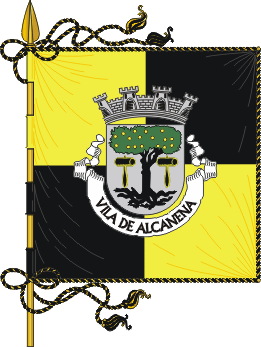
Прапор